# 東方紅 (人工衛星)
東方紅（とうほうこう、东方红、英語: Dong Fang Hong: DFH）は1970年に始まった中華人民共和国の人工衛星計画。このシリーズの衛星は技術試験、リモートセンシング、通信、気象学、科学研究といった様々な目的で打ち上げられ、低軌道ないし静止軌道に投入された。

## 一覧
- 1970年
  - 東方紅1号 (Mao 1)

- 1971年
  - 東方紅2号 (Mao 2)

- 1975年
  - 東方紅3号 (Mao 3)
  - 東方紅4号 (Mao 4)
  - 東方紅5号 (Mao 5)

- 1976年
  - 東方紅6号 (Mao 6)
  - 東方紅7号 (Mao 7)

- 1978年
  - 東方紅8号 (Mao 8)

- 1981年
  - 東方紅9号
  - 東方紅10号
  - 東方紅11号

- 1982年
  - 東方紅12号

- 1983年
  - 東方紅13号

- 1984年
  - 東方紅14号
  - 東方紅15号 (STTW 0)
  - 東方紅16号

- 1985年
  - 東方紅17号

- 1986年
  - 東方紅18号 (STTW 1)
  - 東方紅19号

- 1987年
  - 東方紅20号
  - 東方紅21号

- 1988年
  - 東方紅22号 (Chinasat 1)
  - 東方紅23号
  - 東方紅24号 (Feng Yun 1-1)
  - 東方紅25号 (Chinasat 2)

- 1990
  - 東方紅26号 (Chinasat 3)
  - 東方紅30号 (Feng Yun 1-2)
  - 東方紅31号 (Atmosphere 1)
  - 東方紅32号 (Atmosphere 2)
  - 東方紅33号

- 1991
  - 東方紅34号 (Chinasat 4)

- 1992
  - 東方紅35号
  - 東方紅36号

- 1993
  - 東方紅37号 (Jianbing 93)

- 1994
  - 東方紅38号 (Shijian 4)
  - 東方紅39号 (Shijian 4-2)
  - 東方紅40号 (FSW 2)
  - 東方紅41号

- 1996年
  - 東方紅42号 (Chinasat 7)
  - 東方紅43号 (FSW 2-3)

- 1997年
  - 東方紅44号 (Chinasat 6)
  - 東方紅45号 (FY 2B)

- 1999年
  - 東方紅46号 (FY 1C)
  - 東方紅47号 (SJ 5)

- 2000年
  - 東方紅48号 (Chinasat 22)
  - 東方紅49号 (FY 2C)
  - 東方紅50号 (ZY 2)
  - 東方紅51号 (Beidou 1)
  - 東方紅52号 (Beidou 2)

- 2002年
  - 東方紅53号 (FY 1D)
  - 東方紅54号 (HY 1)
  - 東方紅55号 (ZY 2)